# Warniak
Warniak – jezioro w Polsce w województwie warmińsko-mazurskim, w powiecie węgorzewskim, w gminie Pozezdrze. Jest to jezioro doświadczalne Instytutu Rybactwa Śródlądowego.

## Położenie
Jezioro leży na Pojezierzu Mazurskim, w mezoregionie Wielkich Jezior Mazurskich, w dorzeczu Węgorapa–Pregoła. Znajduje się około 7 km w kierunku północnym od Giżycka.
Zbiornik wodny według typologii rybackiej jezior zalicza się do linowo-szczupakowych. Jest połączony ciekiem wodnym wypływającym na południu z jeziorem Dgał Wielki.
Jezioro leży na terenie obwodu rybackiego jeziora Dgał Wielki w zlewni rzeki Węgorapa – nr 3. Znajduje się na terenie Obszaru Chronionego Krajobrazu Krainy Wielkich Jezior Mazurskich o łącznej powierzchni 85 527,0 ha.

## Morfometria
Według danych Instytutu Rybactwa Śródlądowego powierzchnia zwierciadła wody jeziora wynosi 38,4 ha. Średnia głębokość zbiornika wodnego to 1,2 m, a maksymalna – 3,7 m. Lustro wody znajduje się na wysokości 120,4 m n.p.m. Objętość jeziora wynosi 456,7 tys. m³. Maksymalna długość jeziora to 1000 m, a szerokość 500 m. Długość linii brzegowej wynosi 2620 m.
Inne dane uzyskano natomiast poprzez planimetrię jeziora na mapach w skali 1:50 000 według Państwowego Układu Współrzędnych 1965, zgodnie z poziomem odniesienia Kronsztadt. Otrzymana w ten sposób powierzchnia zbiornika wodnego to 36,5 ha, a wysokość bezwzględna lustra wody – 121,2 m n.p.m.